# 1656
- Wikisource

| Calendário gregoriano                                                        | 1656 MDCLVI                         |
| Ab urbe condita                                                              | 2409                                |
| Calendário arménio                                                           | 1105 – 1106                         |
| Calendário bahá'í                                                            | -188 – -187                         |
| Calendário budista                                                           | 2200                                |
| Calendário chinês                                                            | 4352 – 4353 Início a 26 de janeiro  |
| Calendário copta                                                             | 1372 – 1373                         |
| Calendário etíope                                                            | 1648 – 1649                         |
| Calendários hindus - Vikram Samvat - Calendário nacional indiano - Cáli Iuga | 1711 – 1712 1577 – 1578 4756 – 4757 |
| Calendário Holoceno                                                          | 11656                               |
| Calendário islâmico                                                          | 1066 – 1067                         |
| Calendário judaico                                                           | 5416 – 5417                         |
| Calendário persa                                                             | 1034 – 1035                         |
| Calendário rúnico                                                            | 1906                                |
| Calendário solar tailandês                                                   | 2199                                |

1656 (MDCLVI, na numeração romana)  foi um ano bissexto do século XVII do actual Calendário Gregoriano, da Era de Cristo, e as suas letras dominicais foram  B e A (52 semanas), teve início a um sábado e terminou a um domingo.
| Ano completo                      |
| --------------------------------- |
| Ano bissexto com início ao sábado |

## Eventos
- Christiaan Huygens descobriu o relógio de pendulo
- Epidemia de varíola na ilha Terceira, Açores, as temidas bexigas, mataram quase todas as crianças com menos de 3 anos na ilha e atingiu quase toda a população com idade inferior a 15 anos, provocando muitas mortes, deformidades e cegueira. Foi o "ano das bexigas".
- 18 de Outubro - Terramoto na ilha de São Miguel, Açores, pelas 2h da madrugada houve vários sismos, no dia seguinte, pelas 19h, houve um abalo tão forte que levou a população para a rua e causou estragos.

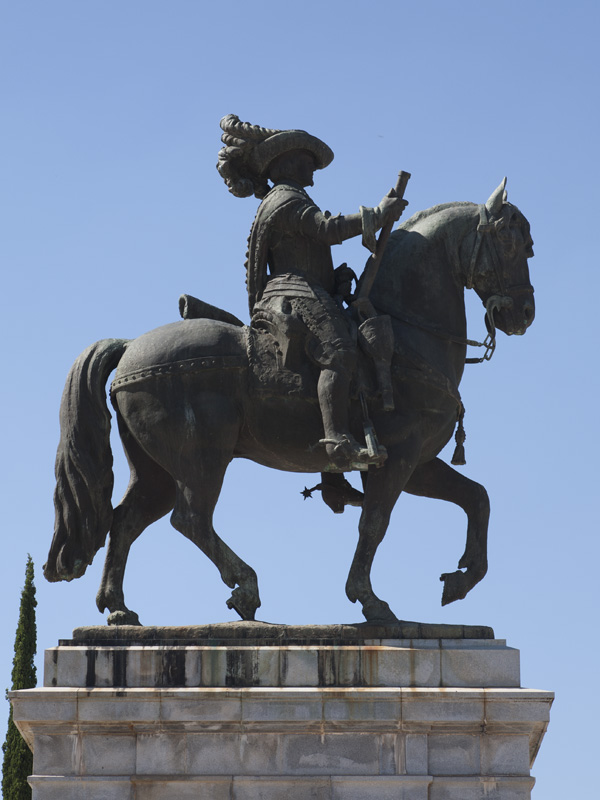
Dom João IV de Portugal. Estátua equestre de Francisco Franco, em Vila Viçosa, Portugal.

## Nascimentos
- 25 de maio - Marin Marais, violista, gambista e compositor francês de música erudita († 1728).

## Mortes
- 6 de Novembro - D. João IV de Portugal, rei de Portugal (n. 1604).
- 16 de Julho - Marco Aurelio Severino, médico, cirurgião e anatomista italiano (n. 1580).